# Murrevesläktet
Murrevesläktet (Cymbalaria) är ett släkte i familjen grobladsväxter med nio arter från södra Europa.  Arten murreva (C. muralis) förekommer naturligt i Sverige. Ytterligare en art, storblommig murreva (C. pallida), kan påträffas som förvildad. Dessa och några andra arter odlas som trädgårdsväxter i Sverige.
Murrevasläktet består av fleråriga, kala örter. Stjälken är krypande och bildar rötter. Bladen är upptill strödda och nedtill motsatta. De är skaftade och bladskiva grunt handflikiga med vanligen fem, breda, trubbiga flikar. Blommor sitter ensamma på skaft i bladvecken. Fodret är femflikigt. Kronan är tvåläppig med kort sporre, färgen är oftast blekt violett, överläppen har mörkare strimmor, underläppen har en gul buckla. Ståndarna är fyra och sriftet är ensamt. Frukten är en kapsel.
Släktnamnet Cymbalaria kommer av det grekiska musikintrumentet kymbalon.

### Webblänkar
- Den virtuella floran.  Naturhistoriska riksmuseet 1998 .